# Ratkuny
Ratkuny (biał. Раткуны; ros. Раткуны) – wieś na Białorusi, w obwodzie witebskim, w rejonie brasławskim, w sielsowiecie Mieżany.

## Historia
W czasach zaborów ówczesna wieś leżała w granicach Imperium Rosyjskiego.
W latach 1921–1945 kolonia leżała w Polsce, w województwie nowogródzkim (od 1926 w województwie wileńskim), w powiecie brasławskim, w gminie Opsa a następnie w gminie Dryświaty.
Według Powszechnego Spisu Ludności z 1921 roku zamieszkiwały tu 44 osoby, 33 były wyznania rzymskokatolickiego, a 11 prawosławnego. Jednocześnie wszyscy mieszkańcy zadeklarowali polską przynależność narodową. Były tu 4 budynki mieszkalne. W 1931 w 11 domach zamieszkiwało 80 osób.
Miejscowość należała do parafii rzymskokatolickiej w Mieżanach. Podlegała pod Sąd Grodzki w Opsie i Okręgowy w Wilnie; właściwy urząd pocztowy mieścił się w Mieżanach.